# Lou!
Lou! är en fransk tecknad serie av serieskaparen Julien Neel. Den har även gjorts till en tecknad tv-serie, som visades på SVT Barnkanalen.
Serien handlar om Lou, en livlig flicka som bor med sin ensamstående mamma och en namnlös katt i storstan. Hon är i början 12 år, men åldras ungefär ett år per album i serien. Hon upplever små äventyr som handlar om kärlek, vänskap och vardagsbekymmer.

## Seriefigurerna
- Lou – titelfiguren är en tolvårig, blond flicka som bor med sin mamma i en lägenhet i storstan. Ett återkommande inslag i serien är att dottern ofta agerar mera moget än sin mamma.

- Emma – Lous mamma, omkring 29 år, ensam förälder. Hon bär stora glasögon och har ögonen gömda under luggen. Som ung rymde hon hemifrån med en rockmusiker som sedan lämnade henne medan hon var gravid med Lou. Hon blir ihop med sin granne Richard och i seriens femte album är hon gravid och det är Richard som är fadern. Hon älskar TV-spel, Queen och att skriva rymdopera. Hon skriver på fritiden en bok med kvinnlig huvudkaraktär och baserar mycket av historien på sitt eget liv. I seriens fjärde album blir boken en bästsäljare, vilket uppmärksammas av hennes mamma och i hennes hemtrakt. Emma lyckas tack vare förmögenheten betala hyran till lägenheten.

- Mina – Lous bästa kompis. Hennes föräldrar skiljer sig i seriens första album.

- Tristan – en grannpojke som Lou har känslor för.

- Richard – En granne till Emma och Lou. Lou lyckas småningom få ihop sin mamma med honom.

- Gino – Pizzabagare.

- Lous gnälliga mormor. Hon ogillar den nya generationen och är ganska bitter när det gäller kärlek, en av många orsaker till varför Emma rymde. Bråkar oftast med sin granne och älskar blomkål.

- Katt – Lous katt, liten och grå, som inte har ett eget namn.
- Marie-Emelie – Lous bänkkamrat; de träffades på Lous nya skola i tredje volymen och blev vänner kort efter att ha hälsat på varann, deras vänskap uppskattades först ej av Mina men även hon blir vän med Marie-Emelie. Hon är rebellisk, kritisk och har en punk-gotisk stil, röker och ogillar killar. Hon har rika och väldigt artiga föräldrar.
- Karine – En flicka som är vän med Lou, Mina och Marie-Emelie.
- Urban Vittenlös – En man som ser sig själv som stilig och maskulin. Han mobbade och retade Emma hela hennes uppväxt men avslöjade i tonåren för henne att han gillade henne. Som vuxen har han förändrats mycket och han arbetar som läkare, oftast åt Emmas mamma. Han försöker fortfarande få Emmas uppmärksamhet i andra volymen men hon nobbar honom helt, andra kvinnor gillar honom inte värst mycket heller.